# Jimmie O'Sullivan
Pour les articles homonymes, voir O'Sullivan.
Pas d'image ? Cliquez ici

a Compétitions nationales et continentales officielles uniquement.

b Matchs officiels uniquement.
Dernière mise à jour le 29 juillet 2024.
James Michael O'Sullivan dit Jimmie O'Sullivan, né le 5 février 1883 à Okaiawa et mort le 21 décembre 1960 à Hawera, est un joueur de rugby à XV qui a joué avec l'équipe de Nouvelle-Zélande évoluant au poste de deuxième ligne.

## Carrière
Il dispute son premier test match avec l'équipe de Nouvelle-Zélande le 18 novembre 1905 contre l'Écosse. Son dernier test match est contre l'Australie le 10 août 1907. Il participe à la tournée des Originals, équipe représentant la Nouvelle-Zélande en tournée en Grande-Bretagne en 1905, en France et en Amérique du Nord en 1906. 

## Statistiques en équipe nationale
- 5 sélections avec l'équipe de Nouvelle-Zélande
- Nombre total de matchs avec les All Blacks :  29
- Sélections par année : 4 en 1905, 1 en 1907